# Adolf Pantz
Adolf Pantz, auch Adolf von Pantz oder Adolf Ritter von Pantz (* 21. Dezember 1826 in Neumarktl, Bezirk Krainburg, Kronland Krain; † 19. Juni 1879 in Klagenfurt) war Verweser und Abgeordneter zum Österreichischen Abgeordnetenhaus.

## Leben
Adolf Pantz war Sohn des Gewerke und Eisenwerksdirektors Johann Ritter von Pantz († 1872). Er besuchte von 1837 bis 1841 ein Gymnasium in Laibach und von 1841 bis 1843 das Akademische Gymnasium in Wien. Bis 1875 war er Verweser (also Direktor) der Graf Christalnigg'schen Eisenwerke in Eberstein im Bezirk St. Veit (heute St. Veit an der Glan). Im Jahr 1870 war er Mitgründer und Obmann des Görtschitzthaler Demokraten-Vereins.
Adolf Pantz war von 1871 bis 1877 im Kärntner Landtag (4. Wahlperiode), Kurie Landgemeinden, Regionen Sankt Veit, Friesach, Gurk, Althofen, Eberstein.
Er war römisch-katholisch und seit 1860 verheiratet mit Karoline Aicher von Aichenegg, mit der er eine Tochter hatte.

## Politische Funktionen
Adolf Pantz war vom 27. Dezember 1871 bis zum 7. Juni 1873 Abgeordneter des Abgeordnetenhauses im Reichsrat (IV. Legislaturperiode), Kronland Kärnten, Kurie Landgemeinden.

## Klubmitgliedschaften
Adolf Pantz gehörte ab dem 17. Januar 1872 dem Klub der Verfassungspartei an.